# Taban Lo Liyong
Taban Lo Liyong (Uganda, 1936) és un escriptor i poeta africà, que també exerceix la crítica literària. Llicenciat en Literatura i Periodisme a la Universitat Howard, Washington, i a la Universitat d'Iowa. És membre del Taller d'Escriptors Internacional. Creix i s'educa a Uganda. Ha treballat com a professor d'anglès en nombroses universitats africanes i com a professor de literatura en universitats de Sud-àfrica. Actualment és professor i director del Centre d'Estudis Africans de la Universitat de Venda.

## Publicacions
- The Last Word (1969)
- Meditations in Limbo (1970)
- Franz Fanon's Uneven Ribs (1971)
- Another Nigger Dead (1972)
- Ballads of Underdevelopment (1976)
- Another Last Word (1990)